# Kiss and Tell
Kiss and Tell es una película de comedia romántica nigeriana de 2011, producida por Emem Isong y dirigida por Desmond Elliot. Está protagonizada por Monalisa Chinda, Joseph Benjamin, Desmond Elliot, Nse Ikpe Etim, Uche Jombo y Bayray McNwizu. Aunque la película fue un éxito comercial, tuvo una recepción crítica de mixta a negativa.

## Sinopsis
Iyke (Joseph Benjamin) y Bernard (Desmond Elliot) son dos casanovas, amigos y socios comerciales. Delphine (Monalisa Chinda) es abogada, divorciada y no quiere volver a tener nada que ver con hombres. Bernard hace una apuesta con Iyke que implica que tenga sexo con Delphine en diez días o ceda el cinco por ciento de sus acciones a Bernard. Sin embargo, Bernard toma ventaja pues le dice a Tena (Nse Ikpe Etim), la mejor amiga de Delphine, sobre la apuesta.

## Elenco
- Monalisa Chinda como Delphine
- Joseph Benjamin como Iyke
- Nse Ikpe Etim como Tena
- Desmond Elliot como Bernard
- Uche Jombo como Mimi
- Bayray McNwizu como Eka
- Bobby Michaels como David
- Matthew H. Brown como Tunde
- Temisan Etsede como abogado

## Lanzamiento
Inicialmente, se esperaba que sería lanzada directamente en video, pero el productor cambió los planes después de la producción. Se lanzó un avance el 16 de mayo de 2011. La película se estrenó el 19 de junio de 2011 en Silverbird Galleria, Isla Victoria, Lagos, seguida de un estreno general en cines el 18 de julio de 2011. Se estrenó en el extranjero el 22 de octubre de 2011 en el Greenwich Odeon Cinema de Londres.

### Recepción de la crítica
La película fue un éxito de taquilla, pero recibió críticas mixtas. Nollywood Reinvented le otorgó una calificación del 23%, elogió el desempeño de Nse Ikpe Etim, pero afirmó que el concepto no es original. NollywoodForever.com otorgó una calificación del 74%, destacando también a Nse Ikpe Etim como la actuación más destacada y concluyó: "... aunque predecible, fue una comedia romántica agradable para sentirse bien, bien interpretada, nada grandioso, pero definitivamente buena". Kemi Filani elogió las actuaciones de Joseph Benjamin y Nse Ikpe Etim, pero también citó que la historia no es original. Faith Ajayi dio 7 de 10 estrellas y declaró que la dirección fue excelente, pero se quejó de la mezcla de sonido.

### Reconocimientos
Recibió seis nominaciones en los premios Nollywood Movies Awards de 2012 y Nse Ikpe Etim ganó el premio a la "Mejor actriz en un papel secundario". Obtuvo dos nominaciones en los Nigeria Entertainment Awards 2013 y Desmond Elliot ganó el premio al "Mejor director de cine". También obtuvo tres nominaciones en los premios  Zulú Awards 2012.
| Premio                                                                 | Categoría                               | Nominado                                                       | Resultado |
| ---------------------------------------------------------------------- | --------------------------------------- | -------------------------------------------------------------- | --------- |
| Red de películas de Nollywood (Premios de películas de Nollywood 2012) | Mejor película                          | Desmond Elliot                                                 | Nominado  |
| Red de películas de Nollywood (Premios de películas de Nollywood 2012) | Mejor actor en un papel principal       | José Benjamín                                                  | Nominado  |
| Red de películas de Nollywood (Premios de películas de Nollywood 2012) | Mejor actriz de reparto                 | Nse Ikpe Etim                                                  | Ganador   |
| Red de películas de Nollywood (Premios de películas de Nollywood 2012) | Mejor dirección                         | Desmond Elliot                                                 | Nominado  |
| Red de películas de Nollywood (Premios de películas de Nollywood 2012) | Mejor fotografía                        | Austin Nwaolie                                                 | Nominado  |
| Red de películas de Nollywood (Premios de películas de Nollywood 2012) | Mejor guion / guion original            | Anthony Kehinde Joseph, Uduak Isong Oguamanam, Rita C. Onwurah | Nominado  |
| Premios de entretenimiento de Nigeria 2013                             | Mejor actriz de reparto en una película | Nse Ikpe Etim                                                  | Nominado  |
| Premios de entretenimiento de Nigeria 2013                             | Mejor director de cine                  | Desmond Elliot                                                 | Ganador   |
| Premios de la Academia de Cine Africano Zulú 2012                      | Mejor actor principal                   | José Benjamín                                                  | Nominado  |
| Premios de la Academia de Cine Africano Zulú 2012                      | Mejor actriz de reparto                 | Nse Ikpe Etim                                                  | Nominado  |
| Premios de la Academia de Cine Africano Zulú 2012                      | Mejor director                          | Desmond Elliot                                                 | Nominado  |